# オズ (映画)
『オズ』（Return to OZ）は1985年公開（日本公開1986年）のディズニー製作のファンタジーアドベンチャー映画。ライマン・フランク・ボームの児童文学作品『オズの魔法使い』の続編作品『オズの虹の国』（The Marvelous Land of Oz）と『オズのオズマ姫』（Ozma of Oz）を原作とする。米国本国の興行は失敗したが、当時最新鋭のSFXが潤沢に使われ、アカデミー賞視覚効果賞他、さまざまな映画賞の部門賞にノミネートされた。

## スタッフ
- 監督：ウォルター・マーチ
- 製作総指揮：ゲイリー・カーツ
- 脚本：ウォルター・マーチ、ギル・デニス
- 製作：ポール・マスランスキー
- 撮影：デヴィッド・ワトキン、フレディ・フランシス
- 編集：レスリー・ホッジソン
- 特殊効果：イアン・ウィングローブ
- 視覚効果：ゾーラン・ペリシック
- 音楽：デヴィッド・シャイア

## キャスト
| 役名                                     | 俳優                                          | 日本語吹替 | 日本語吹替   |
| 役名                                     | 俳優                                          | 劇場公開版 | フジテレビ版 |
| ---------------------------------------- | --------------------------------------------- | ---------- | ------------ |
| ドロシー                                 | ファルーザ・バーク                            | 笠原弘子   | 渕崎ゆり子   |
| ノーム王 ウーレイ医師                    | ニコール・ウィリアムソン                      | 納谷悟朗   | 渡部猛       |
| モンビ王女 ウィルソン看護士              | ジーン・マーシュ                              | 木村有里   | 弥永和子     |
| エムおばさん                             | パイパー・ローリー                            | 太田淑子   | 高島雅羅     |
| ヘンリーおじさん                         | マット・クラーク                              | 村越伊知郎 | 秋元羊介     |
| ティック・トック（操演）                 | マイケル・サンドン ティモシー・ローズ         |            |              |
| ティック・トック（声）                   | シーン・バレット                              | 熊倉一雄   |              |
| ビリーナ（操演）                         | マック・ウィルソン                            |            |              |
| ビリーナ（声）                           | デニス・ブライヤー                            | 沼波輝枝   |              |
| ジャック・ザ・パンプキンヘッド（操演）   | ブライアン・ヘンソン スチュワート・ラランジェ |            |              |
| ジャック・ザ・パンプキンヘッド（声）     | ブライアン・ヘンソン                          | 島田敏     |              |
| ガンプ（操演）                           | レイル・コンウェイ スティーブ・ノーリントン   |            |              |
| ガンプ（声）                             | レイル・コンウェイ                            | 高木均     |              |
| かかし                                   | ジャスティン・ケース                          | 納谷六朗   |              |
| 臆病ライオン                             | ジョン・アレキサンダー                        |            |              |
| ブリキのきこり                           | ディープ・ロイ                                |            |              |
| オズマ姫                                 | エマ・リドレー                                | 冨永みーな |              |
| ホイーラーズのボス ノーム王の部下 看護士 | ポンズ・マール                                | 安原義人   |              |
| モンビII                                 | ソフィー・ワード                              | 勝生真沙子 |              |
| モンビIII                                | フィオナ・ビクトリー                          | 小宮和枝   |              |

- フジテレビ版：初回放送1990年8月1日『水曜映画劇場』

## ストーリー
1899年秋、オズの国での冒険から無事に故郷のカンザスに帰った少女ドロシー。しかしヘンリーおじさんとエムおばさんにオズの国の話をしても信じてもらえない。そのうえドロシーは謎の不眠症により全く眠れなくなってしまい、おじさんとおばさんはますますドロシーを心配するのだった。
ある晩流れ星を見たドロシー。その翌朝、めんどりのビリーナが庭に落ちていた鍵を発見する。鍵にはオズの国のイニシャル"O"と"Z"の印があった。ドロシーはこれをオズの国の友達が送ってきたものだとエムおばさんにうったえるが、おばさんは「竜巻で飛ばされた以前の家の鍵だ」と言って信じなかった。その日の午後、エムおばさんはドロシーに最新式の電気治療を受けさせようと、遠くの街のウーレイ医師の病院へと連れて行く。
ウーレイ医師は「オズの国のことはすべてドロシーの脳の故障が作り出している幻覚で、電気治療をすれば一切忘れ、ぐっすり眠れるようになる」と自信満々に説明する。ドロシーはそのままウーレイ医師の病院に入院することになる。その日の晩、診察室でドロシーの電気治療が始まりかけた時に停電が起き、見知らぬ少女がドロシーを助けに現れる。少女の導きでドロシーは病院から脱出するが、2人は川の濁流に飲まれてしまう。
翌朝ドロシーが目を覚ますと、そこはオズの国だった。そして彼女のそばには、人間の言葉が話せるようになったビリーナがいた。ドロシーはすぐにエメラルド・シティに向かうが、住民はみな石に変えられ、建物は廃墟同然になっていた。王様であるスケアクロウ（かかし）の姿も見当たらない。やがてドロシーは「にわとりを連れている罪」や「ランチの木の実を盗んだ罪」で車輪人間のホイーラーズに追いかけられてしまう。ドロシーはビリーナの見つけた鍵で開く部屋を見つけて逃げ込むが、その部屋で《オズの国の軍隊》のぜんまい仕掛けの兵隊ティック・トックと出会う。ドロシーはティック・トックの力を借り、ホイーラーズのボスを懲らしめ、かかし王の行方は城に住むモンビ王女が知っていると聞き出す。ドロシーとティック・トックは早速モンビ王女に会いに行く。
モンビ王女は、シティを征服したノーム王が、かかしを王の領地の山へ連れ去ったことを教えてくれるが、ドロシーの“首”を自身のコレクションに欲しがる。モンビは好みの“首”を集めては着替えて楽しむ魔女だった。ドロシーは城の塔の上の物置部屋に閉じ込めてられてしまう。その部屋でドロシーは新たな仲間ジャック・ザ・パンプキンヘッド（かぼちゃ頭のジャック）と出会う。ジャックは「いのちの粉」の実験で生命を与えられたと話す。ドロシーはその夜、モンビの寝室と“首”のコレクションルームに忍び込んで「いのちの粉」を手に入れ、ガンプ(=オズ世界の大型の鹿)の首の剥製にソファー、ヤシの葉、ホウキをロープで結び合わせていのちの粉をかけ、空飛ぶソファを作り、それに乗ってモンビ王女とホイーラーズから逃れる。
飛行中に久しぶりに眠ることが出来たドロシーと仲間たちは死の砂漠を飛び超え、ノーム王の山に不時着するが、今度はノーム王に捕らえれてしまう。ノーム王はスケアクロウを魔法で置物に変えていたが、ドロシーが強く抗議したため、スケアクロウを救える可能性のあるゲームを提案する。ドロシー達はゲームに挑戦するが、次々と敗れて逆に置物に変えられてしまう。最後に残ったドロシーが間一髪スケアクロウを助い出し、続いてその他の仲間たちを元の姿に戻し始めると、ノーム王は激怒して巨大化し、今度はドロシーたちを食い殺そうとする。ノーム王がジャックを食べようとした瞬間、ジャックの頭の中にかくれていたビリーナが卵を産んで、ノーム王は卵を飲み込んでしまう。ノームにとり、にわとりの卵は毒だった。ノーム王は崩れて朽ちていく。がれきの中から魔法のルビーの靴（原作：銀の靴）も取り戻したドロシーは靴に「エメラルド・シティと人々を元通りにして帰して」と願い、山から脱出する。
ドロシー達は輝きと賑わいを取り戻したエメラルド・シティの王宮に凱旋する。オズの人々はドロシーにオズの女王になって欲しいとせがむ。ドロシーは「故郷に帰らなければならないけれど、本当は両方の国に居たい」と述べる。その時ルビーの靴が光り、ドロシーは背後の鏡の中に囚われていた少女を救い出す。少女はウーレイ医師の病院でドロシーを助けてくれたその人で、じつはオズの国の先代の王様の娘オズマ姫だった。スケアクロウとドロシーは王座とルビーの靴をオズマ姫に返し、ドロシーはオズマ姫にいつでも会うことを約束して故郷のカンザスへ帰っていく。
ドロシーが次に目を覚ますとカンザスに戻っていた。ウーレイ医師の病院は雷で焼け、医師は亡くなり、生き残ったウィルソン看護士は警察に捕らえられていた。新築の家の新しい自分の部屋で、ドロシーは鏡にオズマを呼び出して、約束通り会えることを確認し笑顔になる。そして優しいヘンリーおじさんとエムおばさん、愛犬トトといっしょにカンザスでの暮らしが続いていく。

## 解説
- オズ・シリーズ第2巻『オズの虹の国』と第3巻『オズのオズマ姫』の2つの物語を、設定・エピソード・登場人物を再構成して1つの話にまとめている。ドロシーの不眠症や入院、病院、医者達については本作のオリジナルである。
- 1939年のMGM製作の映画『オズの魔法使』から「ルビーの靴」の設定と"There's no place like home."（「わが家にまさるところなし」）の呪文の台詞を引用した非公式の続編である。オズの国とカンザスの登場人物を同じ俳優の二役とする配役も踏襲している。一方で本作にミュージカル要素はない。
- 製作総指揮のゲイリー・カーツを仲介にした流れで、1982年の映画『ダーククリスタル』の造型・美術スタッフが多数参加している。ほとんど画面に映らないような造形物まで丁寧に作りこむことで、異世界らしさを作り上げていく手法に共通点が見られる。
- ノーム王やノームの民の岩石が精巧に変形し演技する表現はウィル・ビントンスタジオの"Claymation"技法による。アカデミー賞ノミネートはこの部分が評価された。
- ジャック、ビリーナ、ガンプ、ティック・トックには精巧なアニマトロニクスが用いられている。
- ロケとスタジオセット撮影はイギリスで行われた。当初世界各地でのロケを予定したが予算が縮小された。
- 日本公開時には、タケカワユキヒデの「KEEP ON DREAMIN'」というイメージソングが作成されてCM等で使用された。オール英語の楽曲だが映画本編には使用されていない。

## DVD/Blu-ray
以前は日本市場向けのVHS版・LD版が発売されたが、2022年現在日本語字幕または日本語吹き替え音声付DVD、Blu-ray Discは販売されていない。米国では英語版が2004年にDVDが、2015年に30周年記念リマスター版Blu-ray Discがそれぞれ発売されている。

## 配信サービス
ディズニー公式チャンネルディズニープラスにて、日本語吹き替え版がブルーレイ画質で視聴ができる。